# Le Chien jaune (film)
Pour les articles homonymes, voir Chien jaune (homonymie).
Pour plus de détails, voir Fiche technique et Distribution.
Le Chien jaune est un film français réalisé par Jean Tarride et sorti en 1932. Il s'agit d'une adaptation du roman du même nom de Georges Simenon.
Le rôle du commissaire Maigret est interprété par Abel Tarride, qui est le père du réalisateur.

## Synopsis
Détaché à la Brigade Mobile de Rennes, le Commissaire Maigret est appelé à Concarneau afin de résoudre l'énigme soulevée par une série de crimes commis dans des circonstances très mystérieuses. Abrité derrière les vitres d'un café, il va s'intégrer peu à peu à la vie secrète d'un groupe de familiers de l'établissement. Il ne parviendra à résoudre l'affaire qu'en se mettant dans la peau d'un certain chien jaune…

## Fiche technique
- Réalisation : Jean Tarride, assisté de André Cerf et  Pierre Merle
- Scénario : non précisé, d'après le roman éponyme de Georges Simenon paru en 1931
- Décors : Gabriel Scognamillo
- Photographie : Nicolas Toporkoff
- Son : Robert Bugnon, William Bell
- Société de production : Les Établissements Braunberger-Richebé et Les Établissements Petit  Paramount
- Société de distribution : Les Établissements Petit
- Pays :  France
- Format :  Son mono  - Noir et blanc - 1,37:1
- Genre : Policier
- Durée : 88 minutes
- Date de sortie : 1er juillet 1932

## Distribution
- Abel Tarride : Commissaire Maigret
- Rosine Deréan : Emma
- Rolla Norman : Léon
- Robert Le Vigan : le docteur Ernest Michoux
- Jacques Henley : Le Pommeret
- Anthony Gildès : le pharmacien
- Robert Lepers : l'inspecteur
- Jean Gobet : le voyageur de commerce
- Paul Azaïs : le marin
- Paul Clerget : le maire
- Fred Marche : Servières
- Jane Loury : l'hôtelière
- Arlette Merry (non créditée)

## Commentaire
« [...] C'est le père Tarride, nous l'avons dit, qui incarne le commissaire à la pipe (celle-ci apparaît quatre fois dans le film) : sa prestation est empreinte d'une bonhomie un peu lourde, mais convaincante. Les extérieurs, pris à Concarneau, présentent quelques aspects folkloriques. Et la distribution est attachante, avec entre autres Rosine Deréan, Odette Joyeux débutante et Robert Le Vigan en suspect fiévreux et irrascible. Parlant du film dans Pour vous, Nino Frank note que « ce que fait M. Tarride est toujours intéressant, parce que c'est imagé, constitué, colorié (sic) avec intelligence ». »